# Sound Surveillance System

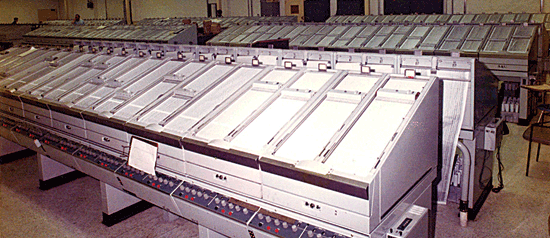
Un des éléments d'une station de contrôle SOSUS.

Le SOSUS (SOund SUrveillance System) est un réseau américain d'hydrophones (ou sonars passifs) et d'antennes actives destiné à repérer les sous-marins et les navires, en particulier soviétiques, s'approchant du territoire américain. Il a été conçu dans les années 1950 et a été régulièrement modernisé.

## Caractéristiques

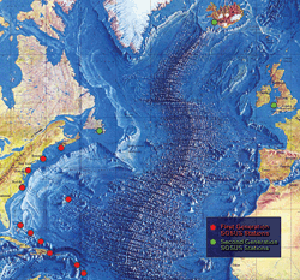
Les premières stations SOSUS sur la côte est de l'Amérique du Nord et dans les Caraïbes.

Le but de ce système est d'écouter les sons produits par les navires et sous-marins, comme leur bruit d'hélice et de moteur: les vibrations des moteurs, ainsi que la cavitation des hélices se propageant à de grandes distances sous l'eau. Les caractéristiques de ces sons peuvent permettre de connaitre le nom ou la classe du bâtiment détecté. Le réseau permet aux États-Unis, au cours des années 1960, de mieux corriger les bruits de ses sous-marins, les rendant plus silencieux que ceux de l'URSS.
La première ligne est mise en service en 1951, au large des Bahamas, puis deux lignes sont ajoutées sur les côtes Est et Ouest des États-Unis entre 1952 et 1958. Leur efficacité est telle à cette époque que le sous-marin nucléaire lanceur d'engins USS George Washington est localisé tout au long de son parcours entre les États-Unis et la Grande-Bretagne de 1961. L'année suivante, SOSUS détecte son premier sous-marin soviétique. Le réseau est régulièrement amélioré et agrandi au cours de la guerre froide.
Bien que les performances et les positions des hydrophones soient tenues secrètes, on sait qu'il existe quatre « lignes » de SOSUS :
- la ligne CAESAR le long de la côte occidentale des États-Unis ;
- la ligne COLOSSUS le long de la côte orientale des États-Unis ;
- la ligne BARRIER qui surveille le GIUK (Groenland - Iceland - United Kingdom, par où passent les navires soviétiques pour rejoindre l'Atlantique) ;
- la ligne BRONCO le long de la côte est de la Sibérie et de l'Asie orientale.

Les hydrophones actuels[Quand ?] sont du modèle AN/FQQ-10(V), qui mesure environ 20 mètres sur 10. Sur les lignes du SOSUS, ils sont espacés de 10 à 30 km. Leurs informations sont transmises à des stations terrestres pour leur exploitation.
Ils sont intégrés avec d'autres systèmes de renseignement électronique dans des réseaux régionaux, les OSIS (Ocean Surveillance Information System), qui transmettent leurs informations à trois centres continentaux FOSIC (Fleet Ocean Surveillance Information Center) chargés de fournir les renseignements demandés par les commandements des flottes de l’US Navy (Atlantique, Pacifique et Europe).
Depuis la fin de la guerre froide, la nécessité d'un tel réseau d'écoute a fortement diminué, et les lignes d'écoutes modulaires et jetables, conçues pour une pose rapide dans une zone d'opération avancée lui sont préférées, comme l’advanced deployable system (ADS : système en déploiement avancé), devenu opérationnel en 1996. Des réseaux ont été désarmés, d'autres sont mis à la disposition des biologistes pour les aider dans leurs recherches (les chants de baleines ou mouvements sismiques intéressent les chercheurs).
Au début des années 2020, le SOSUS, et les autres élements du système intégré de surveillance sous-marine, est fortement modernisé devant l'évolution de la marine chinoise.
De nos jours, SOSUS désigne de façon générique les lignes d'hydrophones en position fixe utilisées pour surveiller les activités en surface et sous la mer.

## À voir
- Sous-marin
- Sonar
- ACINT
- ACOUSTINT
- Renseignement électronique
- MASINT